# U-5 (1962)
U-5 (S184) – niemiecki okręt podwodny typu 205 z okresu zimnej wojny. Zbudowany jako drugi okręt typu 205, do służby w Deutsche Marine wszedł w 1963 roku. Wykorzystywany jako okręt szkolny. Wycofany ze służby w 1974 roku.  

## Projekt i budowa
Zamówienie na nowe okręty podwodne typu 205, przystosowane do działania głównie na płytkich wodach Morza Bałtyckiego, zostało złożone w stoczni HDW w Kilonii, która zdobyła doświadczenie w produkcji okrętów podwodnych, budując okręty typu 201. Rozpoczęcie budowy drugiej jednostki serii, która otrzymała oznaczenie U-5 i znak taktyczny S184, miało miejsce 1 czerwca 1961 roku. Wodowanie nastąpiło 20 listopada 1962 roku, wejście do służby 4 lipca 1963 roku . 
Technologia budowy pierwszych okrętów typu 205 nie była do końca dopracowana, czego głównym objawem była przyśpieszona korozja kadłuba. W celu zapobieżenia korozji, kadłub został pokryty cyną. Okręt przez cały okres swojej służby wykorzystywany był do celów szkoleniowych. Wycofany został ze służby w sierpniu 1974 roku, złomowany w 1975 roku .